# Borowo (gmina)
Borowo (bułg. Община Борово) – gmina w północnej Bułgarii, w obwodzie Ruse.

## Miejscowości
Miejscowości wchodzące w skład gminy Borowo:
- Batin (bułg.: Батин),
- Borowo (bułg.: Борово) − siedziba gminy,
- Brestowica (bułg.: Брестовица),
- Ekzarch Josif (bułg.: Екзарх Йосиф),
- Gorno Abłanowo (bułg.: Горно Aбланово),
- Obretenik (bułg.: Обретеник),
- Wołowo (bułg.: Волово).